# Kareem Abdul-Jabbar
Kareem Abdul-Jabbar (født Ferdinand Lewis Alcindor Jr., d. 16. april 1947) er en amerikansk tidligere professionel basketballspiller. Han anses som en af de bedste basketballspillere i historien. Han spillede tyve sæsoner i NBA, og repræsenterede henholdsvis Milwaukee Bucks og Los Angeles Lakers. Med begge klubber var han med til at vinde NBA-mesterskabet. Seks gange i karrieren blev han kåret til NBA Most Valuable Player, og i hele 19 af sine tyve sæsoner i ligaen blev han udtaget til NBA's All-starkamp, en hædersbevisning til sæsonens bedste spillere. Han er medlem af Naismith Memorial Basketball Hall of Fame.

## Tidlige liv og karriere
Ferdinand Lewis Alcindor Jr. blev født i New York City og voksede op i bydelen Manhattan, hvor han også gik i high school. Allerede i 8. klasse, i en alder af 13-14 år, var han vokset til en højde af 2.03 meter og kunne dunke en basketball. Efter at have udmærket sig som basketballspiller i high school blev Alcindor i 1966 rekrutteret til at spille college-basket for UCLA i Californien, hvor han blev trænet af den legendariske træner John Robert Wooden. Han spillede for universitetets hold de følgende tre år, og i alle tre sæsoner vandt UCLA det nationale college-mesterskab. I 1969 blev han desuden den første spiller nogensinde til at blive kåret til Naismith College Player of the Year.

## NBA

### Milwaukee Bucks
Efter en ekstremt succesfuld tid i college blev Alcindor draftet som det første valg i NBA-draften i 1969, og blev valgt af det relativt nystartede hold Milwaukee Bucks fra staten Wisconsin. Han blev en øjeblikkelig succes i ligaen og blev i samtlige de seks sæsoner han nåede at spille for Milwaukee udtaget til NBA's All-Starkamp. I 1971 vandt han NBA-mesterskabet med klubben, og blev efter finaleseriesejren over Baltimore Bullets kåret til NBA Finals MVP, en udmærkning til den bedste spiller i finalerne. I 1971 skiftede Alcindor samtidig navn til Kareem Abdul-Jabbar efter han tidligere var konverteret til islam. Navnet Kareem Abdul-Jabbar betyder Allahs kraftfulde tjener. Selvom Abdul-Jabbar var glad for Milwaukee-holdet og for klubbens fans ytrede han et par år senere alligevel ønske om et klubskifte, da han ikke mente at byen Milwaukee havde nok at tilbyde ham. Han bad derfor om at blive tradet til enten New York Knicks eller Los Angeles Lakers.

### Los Angeles Lakers
I 1975 tradede Milwaukee Bucks Abdul-Jabbar til Los Angeles Lakers i en handel, hvor Bucks fik adskillige Lakers-spillere i kompensation. Handlen betød, at Abdul-Jabbar nu var tilbage i den by, hvor han også spillede som college-spiller. Tiden hos Lakers blev en enorm succes for Abdul-Jabbar, der vandt yderligere fem NBA-mesterskaber, i henholdsvis 1980, 1982, 1985, 1987 og 1988. I 1985-serien blev han igen kåret til Finals MVP, og hele 12 gange i sin Lakers-karriere blev han udtaget til NBA-All-Star-kampen. I en stor del af sin tid hos Lakers var han holdkammerat med Earvin "Magic" Johnson, og de to regnes som en af de mest succesfulde duoer i NBA's historie.
Efter 20 år stoppede Abdul-Jabbar sin karriere. På dette tidspunkt var han indehaver af rekorden for flest points nogensinde i NBA, med 38.387. I 2023 blev han overgået af . Han blev i 1995 indlemmet i Naismith Memorial Basketball Hall of Fame.

## NBA-klubber
Abdul-Jabbar spillede i sine 20 år i ligaen for følgende klubber:
- 1969-1975: Milwaukee Bucks
- 1975-1989: Los Angeles Lakers

## Titler
Nedenstående er et udvalg af de klubtitler og personlige hædersbevisninger, Abdul-Jabbar blev tildelt gennem sin karriere:

### Klubtitler
NBA
- 1971 med Milwaukee Bucks
- 1980, 1982, 1985, 1987 og 1988 med Los Angeles Lakers

NCAA Division I Men's Basketball Tournament
- 1967, 1968 og 1969 med UCLA

### Personlige titler
NBA Most Valuable Player
- 1971, 1972, 1974, 1976, 1977 og 1980

NBA Finals MVP
- 1971 og 1985

NBA All-Star Game
- 1970, 1971, 1972, 1973, 1974, 1975, 1976, 1977, 1979, 1980, 1981, 1982, 1983, 1984, 1985, 1986, 1987, 1988 og 1989

Naismith Memorial Basketball Hall of Fame
- Optaget i 1995